# متلازمة بيورنشتاد
متلازمة بيورنشتاد (بالإنجليزية: Bjornstad syndrome)‏ هي عيب خلقي جسمي مُتنحي يَتميز بحدوث اضطرابات في الشعر وَشعر ملتو وَصمم عصبي. شُخص المَرض للمرة الأولى عام 1965 في مدينة أوسلو على يد البروفسور روار ثيودور بيورنشتاد (1908-2002).
يُعتبر عدم القدرة على السمع عيب خَلقي مُرتبط بالمتلازمة، وَتختلف حدته من شخص لآخر، أما الشعر الملتوي فيتم تشخيصه في مُبكراً أثناء مرحلة الطفولة.